# Gènere artístic
Els gèneres artístics són agrupacions d'obres artístiques que comparteixen algun estil, funcionalitat, forma o composició. En l'ús popular, normalment descriu un gènere o categoria de literatura, música o altres formes d'art o entreteniment, basant-se en un conjunt de criteris estilístics. Alguns gèneres poden tenir unes directrius rígides i estrictament adherides, mentre que altres poden mostrar una gran flexibilitat.

## Literatura

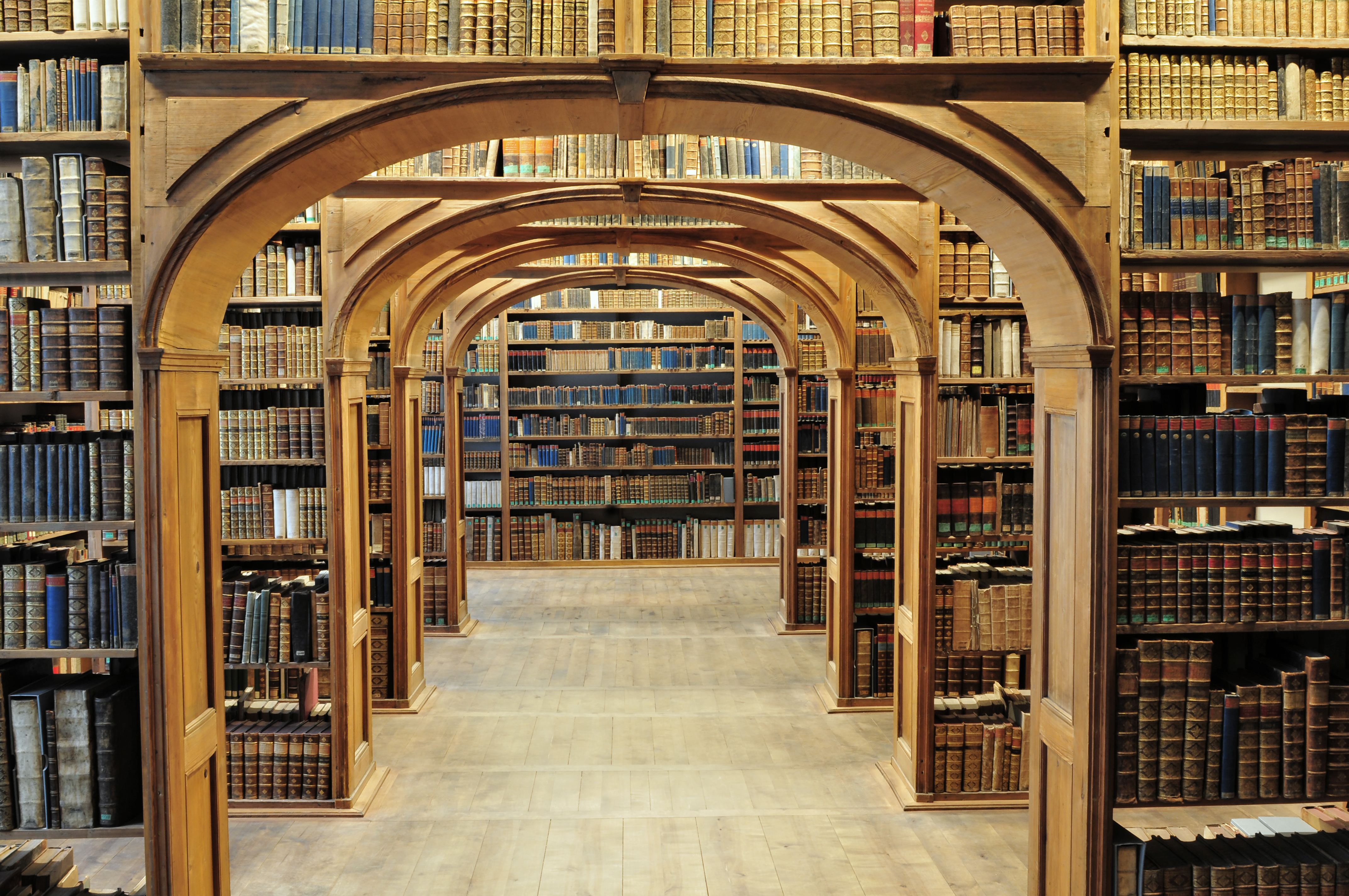
Biblioteca de ciències de l'Alta Lusàcia a Görlitz, Alemanya.

Hi ha quatre gèneres literaris; l'èpic o narratiu, el líric(el que habitualment es considera "poesia"), el dramàtic(en el sentit de teatral o escènic) i el didàctic:
- Gènere narratiu: aquest consisteix en narracions d'històries verídiques o fictícies que originalment eren textos on s'explicaven fets llegendaris (Grècia antiga). Dins d'aquest gènere hi trobem els següents subgèneres; novel·la(dins d'aquest subgènere hi ha altres subgèneres novel·lescos com la novel·la d'aventures, bizantina, picardia, pastoral, fantàstica o de terror), conte, faula, llegenda, mite, èpica i epopeia.
- Gènere líric: el gènere líric s'utilitza per a expressar sentiments o emocions que van dirigides al lector. És per això que aquest gènere és més poètic. Hi trobem els següents subgèneres; oda, elegia, sàtira, himne, ègloga, epigrama, romanç, gnòmica, anacreòntica o sonet.
- Gènere dramàtic: aquest gènere té l'objectiu de representar teatralment una història mitjançant el diàleg. Tot i que és escrita, aquesta s'ha d'interpretar per a representar-ho auditiva i visualment. Els subgèneres literaris són els següents; tragèdia, comèdia, drama, farsa i melodrama.
- Gènere didàctic: aquest gènere engloba aquelles obres literaries que tenen un rerefons educatiu o divulgatiu. Els subgèneres d'aquest grup són; l'assaig, biografia, crònica, oratòria, tractat, faula, novel·la didàctica o la epístola.[3]

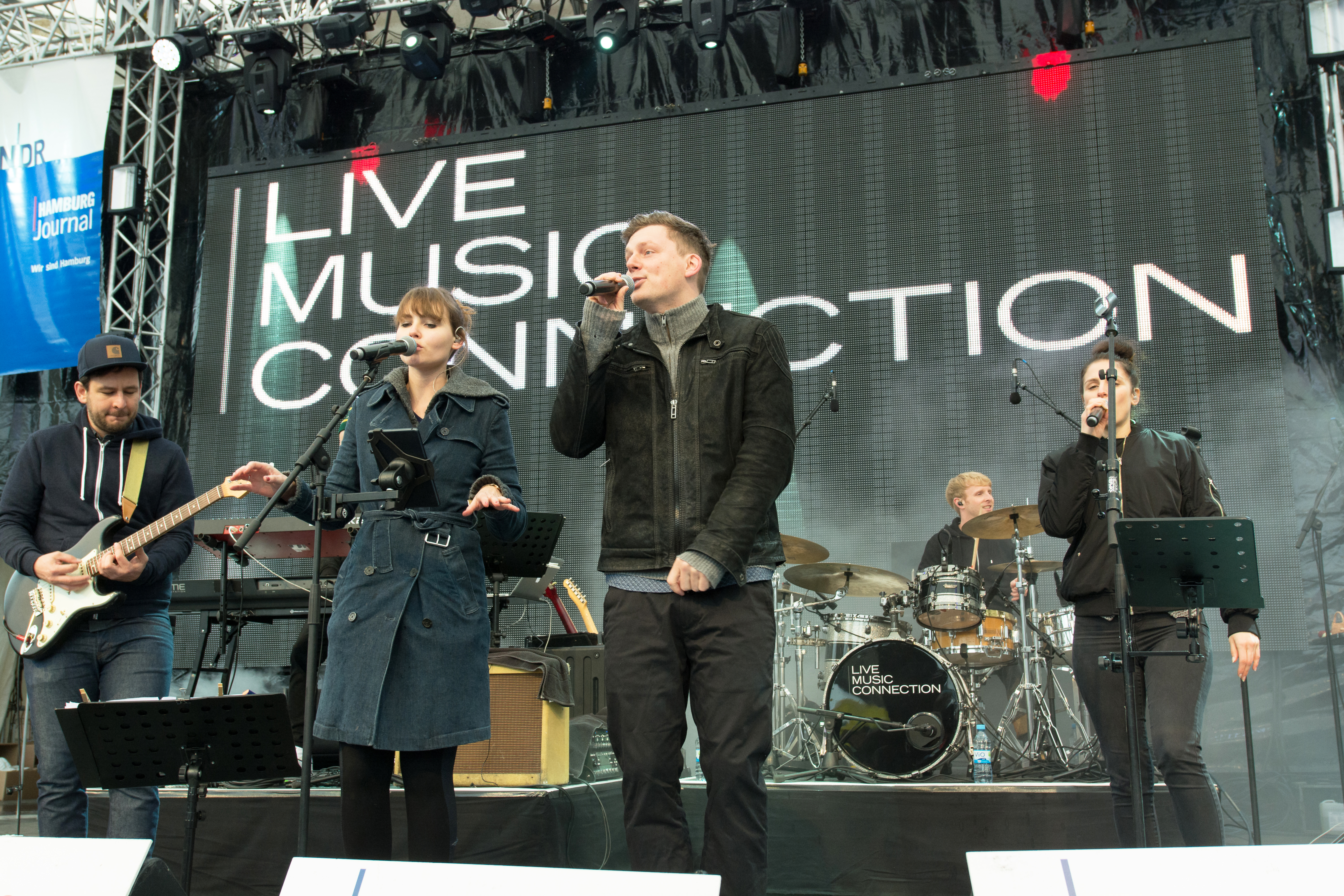
Concert musical

## Música
Els gèneres musicals es poden establir formalment segons diferències en el ritme, la instrumentació, les característiques harmòniques o melòdiques o l'estructura de les obres musicals. Atenent al context social-musical, els tres grans gèneres en què es divideix la música són la música clàssica, la música popular i la música tradicional o folklòrica.

## Pintura
Els gèneres pictòrics se solen classificar segons el seu contingut temàtic: retrat o autoretrat, nu, natura morta i vanitats, paisatge i marina, pintura religiosa, mitològica, al·legòrica, d'història, de gènere, etc. No ha de confondre's aquesta amb les classificacions de la pintura segons la seva tècnica o suport.
Antigament es denominava “pintors de gènere” als quals s'ocupaven d'un sol gènere o subgènere: pintura de paisatges, pintura de flors, d'animals, de joies, etc. En el segle xviii , "pintor de gènere" era el que representava escenes de la vida quotidiana (temes anecdòtics, com els que ja s'havien tractat abundantment en la pintura holandesa o pels bamboccianti), oposat igualment al pintor d'història, que tractava temes religiosos, mitològics o històrics (en absència de fotografia, la pintura compleix un paper de crònica d'esdeveniments).

## Fotografia
A la fotografia es van establir gèneres que, sense eliminar als pictòrics, els van substituir en bona part de les seves funcions utilitàries (retrat fotogràfic, fotografia de paisatges, de la naturalesa, microfotografia, fotografia documental); al mateix temps que guanyaven prestigi artístic, inicialment imitant característiques formals de la pintura i posteriorment trobant valors propis.

## Arquitectura
En arquitectura no es parla tant de gèneres com de tipologies arquitectòniques, que depenen de la configuració global, la tècnica, la construcció i la decoració, però essencialment de la funció: arquitectura religiosa, arquitectura civil o arquitectura militar entre d'altres.
No han de confondre's amb els estils arquitectònics (els que successivament s'han desenvolupat en la història de l'arquitectura -preromànic, romànic, gòtic, renaixentista, barroc, neoclàssic, etc.-).

## Subgèneres
Els gèneres tenen un abast major o menor, i en numerosos casos són necessàries noves divisions dins d'aquests. És així com aparèixen els subgèneres